# Park im. Króla Jana III Sobieskiego (Wałbrzych)
Park im. Króla Jana III Sobieskiego – park znajdujący się w Wałbrzychu pomiędzy dzielnicami Śródmieście, Stary Zdrój i Nowe Miasto.
Park stanowi trójszczytowe wzgórze:
- Góra Parkowa[1] (505 m n.p.m.)[2] zwane kiedyś Wzgórzem Szubienicznym – znajdowały się tam miejskie szubienice, na których wieszano zbrodniarzy[potrzebny przypis]
- Góra Powstańców[3] (niem. Wzgórze Schillera)[4] (499 m n.p.m.)[5], na którym wybudowano w 1908 r. dom wycieczkowy, obecnie zwany Harcówką.
- Leniwiec[6] (niem. Wzgórze Goethego)[7] (483 m n.p.m.)[8].

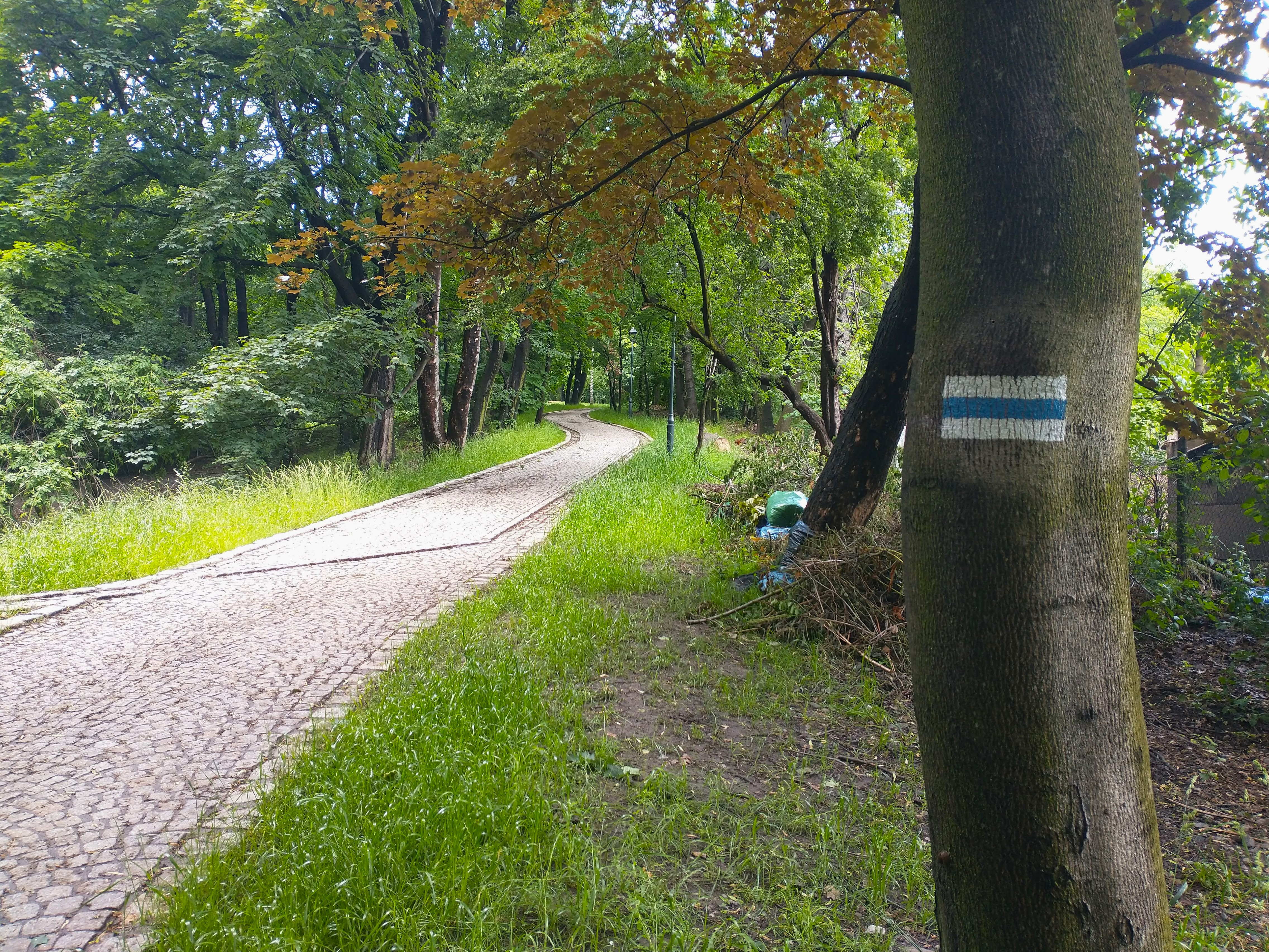
Aleja ze szlakiem niebieskim na przełęcz Szypkę

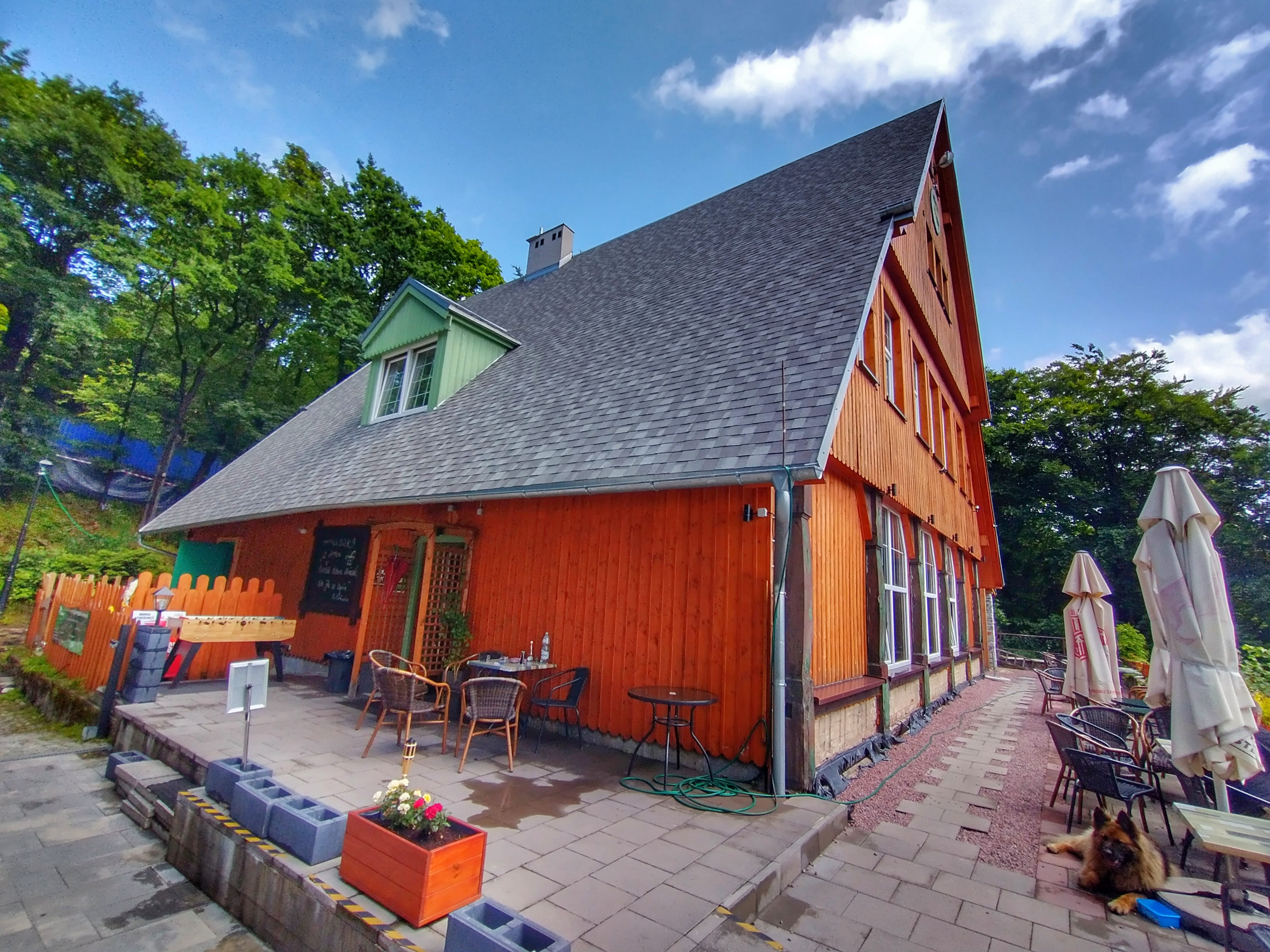
Dom Wycieczkowy PTTK „Harcówka”

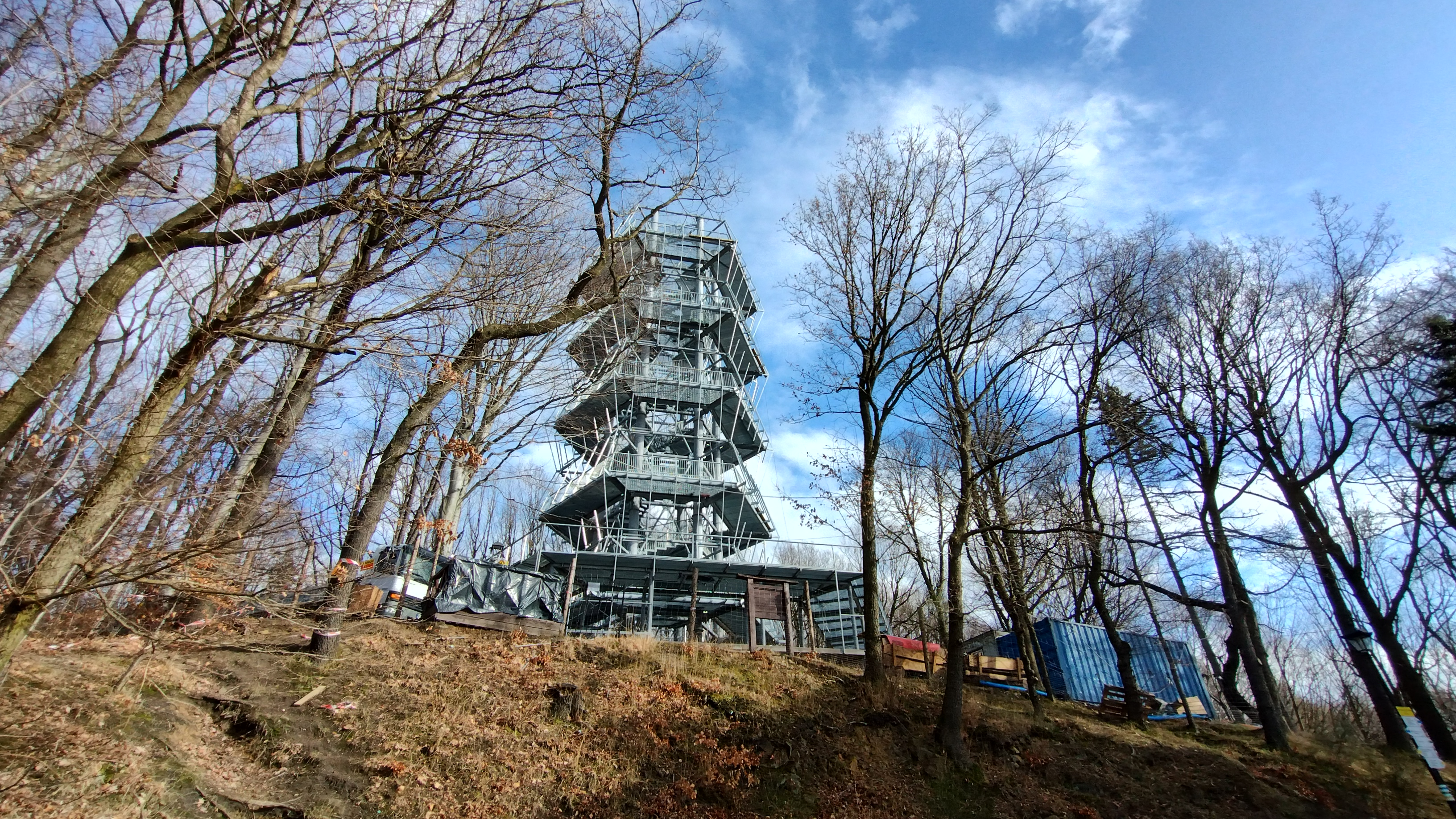
Wieża widokowa na Górze Powstańców

W parku znajduje się 110 gatunków drzew i krzewów. Jest to park spacerowy o charakterze leśnym, na terenie parku są aleje i ścieżki oraz korty tenisowe, boisko do gry w pétanque, stoły do tenisa stołowego, szachownice, urządzenia do ćwiczeń sprawnościowych, plac zabaw. W ramach rewitalizacji parku w 2012–2013 r. wybudowano 1,5-kilometrową ścieżkę przyrodniczą oraz przystanki edukacyjne, punkty widokowe i informacyjne oraz wykonano nasadzenia drzew i roślin ozdobnych, oświetlenie i monitoring.

## Atrakcje
- zabytkowe górskie schronisko „Harcówka”
- 7 kortów tenisowych
- ogród różany w tym:
  - nawierzchnia do gry w bule,
  - 3 stoliki do gry w szachy, chińczyka
  - stół do tenisa stołowego
- plac zabaw dla dzieci i ścieżka zdrowia z 13 stanowiskami do ćwiczeń
- ścieżki biegowe
  - 2,0 km, trasa płaska (kolor niebieski)
  - 3,5 km, trasa górska (kolor czerwony) (górski teren)
- trasa rowerowa o długości 12 km. wokół wzgórz „Niedźwiadki”
- rowerowa trasa górska XC dla kolarstwa górskiego
- teren „kamieniołomów” – naturalny wąwóz o powierzchni ok. 0,5 ha, który umożliwia poznanie profilu struktur geologicznych parku
- „Aleja kasztanowców” – prezentacja działań dotyczących ochrony gatunkowej kasztanowców
- „Stok narciarski” – platforma widokowa typu leśnego umożliwiająca podziwianie panoramy dzielnicy Stary Zdrój, oraz widok na Ptasią Kopę, Lisi Kamień, Czarnotę, Buczynę oraz Wzgórze Gedymina
- teren przy „Schronisku Harcówka” – „okno widokowe” na panoramę Śródmieścia m.in. neogotycką wieżę kościoła pw. Św. Aniołów Stróżów i budynek Ratusza oraz kompleksu leśnego Góry Chełmiec
- „Różanka” – ogród różany założony w 1931 roku
- Pomnik Pamięci Górnictwa Wałbrzyskiego
- wieża widokowa

Ścieżka przyrodnicza, o długości ok. 1,5 km, połączyła stworzone stanowiska przyrodnicze i stanowi pętlę okalającą park.
Park leży na styku dzielnic Śródmieście, Nowe Miasto i Stary Zdrój.

## Historia
Park powstał 1907 r. po zakupieniu przez rajców zalesionego wzgórza zwanego niem. Galgenge-Birggelände (Wzgórze Szubieniczne). W latach 1919–1925 przeznaczono część parku na ogrody działkowe i inne rodzaje zieleni. W 1908 r. Wydział Budownictwa gminy miejskiej rozpoczął realizację przebudowy parku. Wytyczono drogi, wykonano w drzewostanie cięcia sanitarne, wybudowano Dom Harcówka, a w 1909 zbudowano tor saneczkowy o długości 650 m. Od 1931 układ parku został niezmieniony. W latach 2012–2013 miała miejsce rewitalizacja parku.